# Command & Conquer
Command & Conquer, (eller C&C) er et Real-time strategy spil og er det første spil i Command & Conquer-serien. Det udkom i 1995, til Microsoft DOS, og er senere blevet udgivet til Windows 95, 98 ,Windows XP og Vista i C&C: The First Decade. Spillet handler om en krig mellem United Nations Global Defence Initiative, GDI (På dansk: De Forenede Nationers Globale Forsvarsinitiativ), og Brotherhood of Nod, en terrororganisation der vil befri verden fra "kapitalismens slaveri", og udbrede brugen af den underlige plante Tiberium der er blevet udbredt over hele kloden, efter at en meteor ramte nær floden Tiber i Italien.
Spillet bliver ofte kaldt Command & Conquer: Tiberian Dawn, grundet dens sammenhæng med Tiberian Sun og Tiberium Wars

## Historie
I 1995 udfører terrororganisationen Brotherhood of Nod en række terroraktioner over hele kloden. Samtidig slår en meteor ned ved floden Tiber i Italien, og med sig har denne meteor et underligt grønt stof, der straks bliver døbt Tiberium. Den ser ud til at trives i jordens atmosfære og økosystem, hurtigt transformerer den ind til en plante, der er ekstremt giftig for mennesker. I starten finder nogle mennesker, der ikke engang ved hvor farlig den er, den faktisk smuk, med dens tiltalende grønne skær. Hurtigt må disse mennesker, og alle andre mennesker på hele jordkloden dog indse, at de har med noget der er virkelig farligt at gøre. Tiberiummen spreder sig med lynets hast over hele kloden, og hurtigt tvinger den også verden ud i krig, da Nod mener, at man skal bruge den aktivt, og forsøge at få det ud af den man kan, alt imens GDI mener, at man skal gøre alt for at få den fjernet hurtigst muligt.
Herefter deler historien sig i to, alt efter om man vælger at spille som GDI kommandør eller Nod kommandør.

### GDI
I GDI historielinjen foregår krigen i Europa, hvor Nod har overtaget stort set hele Østeuropa. GDI begynder en række angreb, men det hele virker håbløst, for hver eneste gang GDI overtaget noget af Nods landarealer, rykker de bare længere ind i Europa. I et par år florerer fronterne over hele Europa, men til sidst lykkedes det GDI at ramme Nods hjerte i Europa, deres tempel i Sarajevo, og herefter smadre det med deres Ion Cannon, en strålekanon, der bliver affyret fra et rumskib. Efter dette dør Nods leder øjensynligt, og GDI går herefter i gang med at angribe resten af terrororganisationen i Afrika.

### Nod
I Nods missioner er det lige den anden vej rundt, her skal man overtage Afrika totalt, og drive resterne af GDI op i Europa. Det er nogenlunde det samme med at fronterne florerer i et par år, inden de sidste GDI baser i Nordafrika smadres.

## The Covert Operations
The Covert Operations er en udvidelsespakke der blev udgivet i 1995. Den tilføjede noget ekstra musik, nogle opfølgelsesmissioner, hvor GDI nu kæmpede i Afrika og Nod i Europa, hvilket vil sige at det er det næste led i begge campaigns. Desuden kom der nogle få multiplayerbaner ekstra.

## Musik
Noget andet Command & Conquer blev kendt på var musikken. Den blev skrevet af Frank Klepacki, og Act on Instinct blev det mest kendte nummer. Den fulde nummerliste er:
1. Act on Instinct
2. No Mercy
3. Industrial One
4. Iron Fist
5. We Will Stop Them
6. Radio
7. On the Prowl
8. Re-con
9. Drone
10. In the Line of Fire
11. Prepare for Battle
12. Depth Charge
13. Rain in the Night
14. Creeping Upon
15. Target (aka Mechanical Man)
16. Just Do It Up
17. C&C Thang
18. To Be Feared
19. Drill
20. Full Stop
21. In Trouble
22. Air Strike